# Кернтен (футбольный клуб)
«Кернтен» — австрийский футбольный клуб из города Клагенфурт-ам-Вёртерзе (Каринтия), существовавший в 1920—2009 годах.

## История

### «Аустрия Клагенфурт»
«Аустрия Клагенфурт» успешно выступала в Лиге Каринтии и в 1960 была переведена в Региональную лигу — Центр, где она выиграла чемпионство 1961/62. Затем выступала в Австрийской футбольной бундеслиге (Лига А), она периодически выступала в первой лиге вплоть до своего окончательного вылета в 1989. В сезоне 1992/93 клуб снова оказался в Лиге Каринтии.
Хотя в 1996 году «Аустрия Клагенфурт» снова получила повышение в Региональную лигу — Центр, казалось, что каринтийским клубам придется работать сообща, чтобы вывести команду в Бундеслигу. Это привело к сотрудничеству между SK Austria и Villacher SV, которые также выступали в Региональной лиге и базировались в соседнем городе Филлах. В 1997 году клубы сменили название на FC Austria Klagenfurt/VSV и были переведены в Первую лигу.

### ФК «Кернтен»
В 1999 году клубы официально объединились под названием FC Kärnten. С приходом на пост тренера Вальтера Шахнера в 2001 году, команда выиграла Кубок Австрии, Суперкубок Австрии и стала чемпионом Первой лиги, что привело к переходу в Бундеслигу в следующем сезоне. Клуб под почетным председательством губернатора Йорга Хайдера в 2003 году вновь дошел до финала Кубка и Суперкубка Австрии, в которых оба раза проиграл «Аустрии» (Вена). Кернтен выступал в Бундеслиге в течение трех лет до вылета в 2004 году.
Их упадок продолжался, усугубившись отставкой Йорга Хайдера в 2006 году и основанием конкурирующего клуба «Аустрия Кернтен» в июне 2007 года, который перешёл в Бундеслигу, получив лицензию переставшего существовать клуба «Суперфунд» (известного также как «АСКО Пашинг»). Команде пришлось уступить свой стадион, современную «Хипо-Арену», «Аустрии Кернтен» и перебраться на небольшой «Фишль». В конце сезона 2007/08 «Кернтен» вылетел в Региональную лигу, что побудило нескольких игроков покинуть клуб.
В ноябре 2008 года клуб обанкротился, а 21 января 2009 года клуб прекратил свою деятельность. Традицию команды продолжает футбольный клуб «Аустрия Клагенфурт», основанный в 2007 году.

## Достижения

### Национальные
- Вторая лига Австрии
  - Победитель (2): 1981/82, 2000/01
- Кубок Австрии
  - Обладатель (1): 2000/01
  - Финалист (1): 2002/03
- Суперкубок Австрии
  - Обладатель (1): 2001
  - Финалист (1): 2003

## Тренеры
- Берндт Шумм (1988/89)
- Август Старек (1998/99)
- Вальтер Шахнер (2000/02)
- Рюдигер Абрамчик (2002/03)
- Дитмар Константини (2003)
- Петер Пакульт (2004/05)
- Ненад Белица (2007/09)